# Mayhem
Mayhem (också känd som The True Mayhem) är ett norskt black metal-band som grundades 1984. Mayhems medlemmar har skiftat genom åren, men nämnas bör svenske vokalisten Dead, Per Yngve Ohlin (1969–1991) och norske gitarristen Euronymous (Øystein Aarseth) (1968–1993). En klassisk Mayhem-låt är "Freezing Moon", skriven av Dead. Bandets debutskiva, EP:n Deathcrush, gavs ut 1987.
Mayhem blev uppmärksammat i press och media i samband med en rad kyrkbränningar, sångaren Deads självmord 1991 och kanske framför allt när gitarristen Euronymous år 1993 knivmördades av Varg Vikernes, basist i samma band.

## Medlemmar

### Nuvarande medlemmar
- Necrobutcher (Jørn Stubberud) – basgitarr (1984–1991, 1994– )
- Hellhammer (Jan Axel Blomberg) – trummor (1988–1993, 1994– )
- Attila Csihar – sång (1993, 2004– )
- Teloch (Morten Bergeton Iversen) – gitarr (2011– )
- Ghul (Charles Hedger) – gitarr (2012– )

### Tidigare medlemmar
- Manheim (Kjetil Esten Haraldsson Manheim) – trummor (1984–1987)
- Per Nilsen – gitarr (1985)
- Euronymous (Øystein Aarseth) – gitarr, sång (1984–1993; död 1993)
- Ståle Redalen – sång (1984)
- Nils Brekke Svensson – sång (1984)
- Messiah (Eirik Nordheim) – sång (1986–1987)
- Maniac (Sven Erik Kristiansen) – sång (1986–1987, 1995–2004)
- Kittil Kittilsen – sång (1987–1988)
- Torben Grue – trummor, percussion (1988)
- Dead (Per Yngve Ohlin) – sång (1988–1991; död 1991)
- Occultus (Stian Johannsen) – sång, basgitarr (1991)
- Count Grishnackh (Varg Vikernes) – basgitarr (1992–1993)
- Blackthorn (Snorre Westvold Ruch) – gitarr (1993)
- Blasphemer (Rune Eriksen) – gitarr (1995–2008)

### Livemedlemmar
- Alexander Nordgaren – rytmgitarr (1997–1998)
- Sanrabb (Morten Furuly) – gitarr (2004)
- Ihizahg (Tom Arild Johansen) – gitarr (2004–2005)
- Morfeus (Krister Dreyer) – gitarr (2008–2012)
- Silmaeth – gitarr (2008–2011)
- Manheim (Kjetil Esten Haraldsen) – trummor (2016)
- Maniac (Sven-Erik Kristiansen) – sång (2016)
- Messiah (Eirik Norheim) – sång (2016)

## Diskografi

### Demo
- 1986 – Voice of a Tortured Skull
- 1986 – Pure Fucking Armageddon
- 1987 – Deathrehearsal
- 1987 – Deathcrush

### Studioalbum
- 1994 – De Mysteriis Dom Sathanas
- 2000 – Grand Declaration of War
- 2004 – Chimera
- 2007 – Ordo Ad Chao
- 2014 – Esoteric Warfare
- 2019 – Daemon

### Livealbum
- 1993 – Live in Leipzig
- 1995 – The Dawn of the Black Hearts - Live in Sarpsborg, Norway 28/2, 1990
- 1998 – Live in Bischofswerda
- 1999 – Mediolanum Capta Est
- 2001 – Live in Marseille 2000
- 2001 – European Legions: Live in Marseille 2000
- 2016 – Live in Zeitz
- 2016 – De Mysteriis Dom Sathanas Alive
- 2017 – Live in Guatemala City
- 2017 – Live in Sarpsborg
- 2017 – Live in Jessheim
- 2018 – Live in Montreal

### EP
- 1987 – Deathcrush
- 1997 – Wolf's Lair Abyss
- 2008 – Life Eternal

### Singlar
- 1997 – "Ancient Skin" / "Necrolust"
- 2014 – "Psywar" / "From Beyond the Event Horizon"

### Samlingsalbum
- 1996 – Out From the Dark
- 1997 – Ancient Skin / Necrolust
- 2001 – European Legions
- 2001 – U.S. Legions
- 2002 – The Studio Experience (samlingsbox, 5x12" vinyl)
- 2003 – Legions of War
- 2014 – Grand Declaration of War / European Legions (2CD)
- 2015 – A Season in Blasphemy (3CD box)
- 2016 – The Analog Collection (4xkassett box)
- 2018 – Cursed in Eternity (7 vinyl-album + DVD)
- 2018 – A Season in Blasphemy (7 vinyl-album + DVD)
- 2019 – Henhouse Recordings

### Bootlegs
- 1990 – Live Zeitz
- 1993 – From the Darkest Past
- 1994 – A Tribute to the Black Emperors (delad bootleg med Morbid)
- 1995 – Dawn of the Black Hearts
- 1996 – In Memorium

### Annat
- 1999 – Necrolust / Total Warfare (delat samlingsalbum med "Zyklon B")
- 2002 – Freezing Moon / Jihad (delad 10" vinyl: Mayhem / The Meads of Asphodel)
- 2016 – Sathanas / Luciferi Tour EP (delad 7" vinyl: Mayhem / Watain)